# Деніел Брюер
Деніел Брюер (англ. Daniel Bruwer; нар. 24 грудня 1984, Ґаутенг, Йоганнесбург, ПАР) — південноафриканський професійний боксер у першій важкій ваговій категорії (90,72 кг / 200 фунтів).

## Суперники
Дебютував на професійному ринзі 2 вересня 2003 року, перемігши свого співвітчизника Джонаса Шебамбу.
4 жовтня 2014 року на Арена Львів програв технічним нокаутом у 7 раунді українцю Олександру Усику в бою за пояс інтерконтинентального чемпіона WBO.